# Paratrechalea ornata
Espèce
Synonymes
- Trechalea ornata Mello-Leitão, 1943
- Trechalea langei Mello-Leitão, 1947

Paratrechalea ornata est une espèce d'araignées aranéomorphes de la famille des Trechaleidae.

## Distribution
Cette espèce se rencontre au Brésil dans les États du Rio Grande do Sul, de Santa Catarina, du Paraná et de Goiás, en Uruguay et en Argentine dans les provinces de Misiones, de Córdoba et de Buenos Aires,,.

## Description
La carapace du mâle décrit par Carico en 2005 mesure 3,3 mm de long sur 3,0 mm de large et l'abdomen 3,6 mm de long et la carapace de la femelle 3,5 mm de long sur 3,2 mm de large et l'abdomen 4,0 mm de long.

## Publication originale
- Mello-Leitão, 1943 : Arañas nuevas de Mendoza, La Rioja y Córdoba colectadas por el Professor Max Birabén. Revista del Museo de La Plata (N.S., Zool.), vol. 3, p. 101-121.